# Џенсен (Небраска)
Џенсен (енгл. Jansen) град је у америчкој савезној држави Небраска.

## Демографија
По попису из 2010. године број становника је 118, што је 25 (-17,5%) становника мање него 2000. године.
| Група             | 2000.       | 2010.       |
| Белци             | 142 (99,3%) | 117 (99,2%) |
| Афроамериканци    | 0 (0,0%)    | 0 (0,0%)    |
| Азијати           | 0 (0,0%)    | 0 (0,0%)    |
| Хиспаноамериканци | 1 (0,7%)    | 0 (0,0%)    |
| Укупно            | 143         | 118         |